# Klon (województwo wielkopolskie)
Klon – wieś w Polsce położona w województwie wielkopolskim, w powiecie ostrzeszowskim, w gminie Czajków.
| SIMC    | Nazwa        | Rodzaj     |
| ------- | ------------ | ---------- |
| 0195765 | Krzyżowiec   | część wsi  |
| 0195771 | Niemce       | część wsi  |
| 0195819 | Studziańskie | przysiółek |
| 0195788 | Wróble       | część wsi  |

W latach 1975–1998 miejscowość administracyjnie należała do województwa kaliskiego.

## Historia
Słownik geograficzny Królestwa Polskiego i innych krajów słowiańskich, tom IV,  s. 158 wydawany w latach 1880-1914 przynosi następującą informacje o Klonie: Klon, kol., powiat wieluński, gm. Kuźnica Grabowska, par. Kraszewice, Odl. 36 w. od Wielunia, ma 26 dm., 312 mk,, 38 osad, 1152 mr. gruntu.Klon w 1929 roku liczył 781 mieszkańców. Handel bydłem prowadził tutaj Sz. Krowiarski a artykułami kolonialnymi A. Goldbart, C. Unikowska i M. Unikowska. Rzemiosłem trudnili się: A. Wróbel (cieśla), Fr. Baś (kowal), W. Gołdyn (krawiec), M. Pacyna (wiatrak). W 1930 działały tutaj dwa sklepy: „Ignacy Ciomek", sklep kolonialno-spożywczy we wsi Klon istniejący od 1929 roku oraz ,,Wincenty Dębiec”, sklep kolonialno-spożywczy w Zadkach istniejący od 1928 roku. 

## Ludzie związani z Klonem
W Klonie w 1908 urodził się Stanisław Lipka – żołnierz Armii Andersa, uczestniki walk pod Monte Cassino.